# Гришанки (Воткінський район)
Гриша́нки (рос. Гришанки) — присілок у Воткінському районі Удмуртії, Росія.
Населення становить 18 осіб (2010, 14 у 2002).
Національний склад (2002):
- росіяни — 93 %

Урбаноніми:
- вулиці — Березова, Дачна, Дорожня, Зарічна, Клубна, Нова, польова
- проїзди — Чайковського